# Fondi librari in Toscana
Fondi storici presenti in biblioteche toscane.

## Storia
La Regione Toscana ha realizzato il censimento dei fondi librari presenti nelle biblioteche toscane con lo scopo di impostare le proprie politiche di tutela e di valorizzazione. Il censimento ha rilevato la presenza di circa 1 000 fondi speciali, di cui 830 nuclei librari

## Obiettivi
La rilevazione ha lo scopo di evidenziale le molteplici interrelazioni tra nuclei librari posseduti da biblioteche diverse, variamente collegati alla storia di istituzioni ecclesiastiche, accademiche, scolastiche e a singole personalità di rilievo per la cultura toscana. A fine 2013 erano state create 190 schede descrittive di tali fondi.

## Metologia
La rilevazione è stata eseguita sulla base di una scheda descrittiva, in grado di fornire le informazioni essenziali sulla storia del fondo, sui possessore/i, sulla data e sui modi di acquisizione, sulla consistenza e la tipologia dei materiali contenuti, sullo stato di conservazione e di ordinamento, sulla accessibilità, sull'eventuale presenza di contrassegni identificativi, sulla bibliografia e sulla realizzazione di mostre o altre attività di valorizzazione.

## Lista Fondi librari storici
1. Accademia Etrusca, Cortona	 1726-attiva. Accademia fondata nel 1726 su iniziativa di eruditi e studiosi locali con lo scopo di "diffondere la cultura mediante la compra di libri di erudizione e scienza".	 Ente o persona giuridica. Fondo Biblioteca Alta.
2. Accademia Valdarnese del Poggio	 1804-attiva. Accademia istituita nel 1804 da Giacomo Sacchetti, al fine di diffondere lo studio delle scienze.	 Ente o persona giuridica
3. Biblioteca Circolante di Montevarchi	 II metà sec. XIX	 Biblioteca popolare ideata dai membri dell'Accademia Valdarnese del Poggio, al di fuori dell'attività del loro ente.	 Ente o persona giuridica
4. Biblioteca Popolare Circolante «Dante Alighieri» 1867-1962 Biblioteca di pubblica lettura di Siena e provincia. Ente o persona giuridica
5. Bindi – Bonaccorsi Famiglia di Sesto fiorentino (Fi). Famiglia
6. Giangiacomo Feltrinelli Editore 1954-attiva Casa editrice fondata a Milano da Giangiacomo Feltrinelli alla fine del 1954.	 Ente o persona giuridica
7. Cassa di Risparmio di Firenze	 1829-attiva	 Istituto bancario riconosciuto con motu proprio del 30 marzo 1829 dal Granduca Pietro Leopoldo, si è caratterizzato negli anni per le attività di carattere sociale e di sostegno alla cultura e alla ricerca.	 Ente o persona giuridica
8. Ceramelli-Papiani	 1500-?	 Nobile famiglia presente a Colle di Val d'Elsa sin dal 1500.	 Famiglia
9. Certosa di Farneta	 1340-	 Certosa di Lucca, fondata nel 1340.	 Ente o persona giuridica
10. Confraternita della Misericordia	 1650-?	 Confraternita della Misericordia di Colle di Val d'Elsa.	 Ente o persona giuridica
11. Convento dei Cappuccini di S. Giuseppe	 ?-1866	 Convento di Colle di Val d'Elsa.	 Ente o persona giuridica
12. Convento dei Cappuccini, Empoli	 1608-1867	 Convento dei Cappuccini di Empoli.	 Ente o persona giuridica
13. Convento dei Minori di S. Francesco, Colle V. Elsa	 ?-1866	 Convento francescano di Colle di Val d'Elsa.	 Ente o persona giuridica
14. Convento dell'Angelo, Lucca	 1830-?	 Convento, in origine appartenente ai canonici lateranensi di S. Maria Forisportam, poi dal 1830 dei Padri Passionisti.	 Persona fisica
15. Convento dell'Osservanza, Montalcino	 Sec. XVI-XIX	 Convento francescano di Montalcino chiamato anche Convento del Paradiso.	 Ente o persona giuridica
16. Convento di Guamo	 1572-1808	 Primo convento dei padri Cappuccini in Lucchesia.	 Ente o persona giuridica
17. Convento di S. Maria a Ripa	 1483-	 Convento francescano nell'Empolese.	 Ente o persona giuridica
18. Convitto Nazionale "Vittorio Emanuele II"	 1686-attivo	 Convitto aretino di antica tradizione.	 Ente o persona giuridica
19. Fraternita dei laici	 1262-attiva	 Ente morale nato ad Arezzo nel 1262 come associazione benefica con lo scopo di svolgere attività assistenziale.	 Ente o persona giuridica
20. Istituto Nazionale di Studi sul Rinascimento	 1937-	 Istituto fiorentino avente per statuto il compito di promuovere, coordinare e diffondere gli studi sull'Umanesimo e sul Rinascimento.	 Ente o persona giuridica
21. Libreria Cappellini		 Libreria antiquaria fiorentina	 Ente o persona giuridica
22. Padelletti	 Sec. XVI-	 Antica famiglia di Montalcino.	 Famiglia
23. Premio Franca Pieroni Bortolotti	 1990-	 Premio di Storia delle donne intitolato a Franca Pieroni Bortolotti (1925-1985) storica italiana del femminismo e del pacifismo.	 Ente o persona giuridica
24. Premio letterario Pozzale -Luigi Russo	 1948-attivo	 Premio letterario organizzato dal comune di Empoli.	 Ente o persona giuridica
25. R.E.D.A.	 1936-1996	 Ramo Editoriale degli Agricoltori, ossia la casa editrice della Federazione italiana dei consorzi agrari.	 Ente o persona giuridica
26. Società cooperativa Casa del Popolo	 1921-?	 Società fondata a Fiesole che, dal 1944, gestì anche una "biblioteca sociale".	 Ente o persona giuridica
27. Società dei curiosi della natura	 1843-?	 Società fondata a Colle di Val d'Elsa con lo scopo di costituire un museo di storia naturale.	 Ente o persona giuridica
28. Società della lettura popolare	 Sec. XIX	 Società sorta a Castelfiorentino all'interno della Società operaia, ereditò il patrimonio della Biblioteca popolare circolante, prima biblioteca pubblica cittadina nata nel 1869.	 Ente o persona giuridica
29. Società filoiatrica fiorentina	 1812-1964 - rifondata nel 1998	 Società costituita da medici fiorentini con la finalità di favorire l'aggiornamento dei soci rispetto all'avanzamento della scienza medica.	 Ente o persona giuridica
30. Società per la Biblioteca circolante	 1869-attiva	 Biblioteca popolare sorta a Sesto fiorentino il 7 marzo 1869.	 Ente o persona giuridica
31. Università Popolare di Firenze	 1901-1975	 Istituzione culturale operante a Firenze dove svolse una rilevante attività (lezioni, conferenze, visite e gite, pubblicazione di un proprio bollettino).	 Ente o persona giuridica
32. Vaselli	 Sec. XVI-Sec.XIX	 Antica famiglia senese.	 Famiglia
33. Vieri	 Sec. XX	 Famiglia cortonese, proprietaria di un negozio di strumenti musicali.	 Famiglia
34. Adolfo Orvieto	 1871-1951	 Critico drammatico, avvocato, bibliofilo.	 Persona fisica
35. Adolfo Piegai	 Sec. XX	 Medico cortonese.	 Persona fisica
36. Alberto Chiari	 1900-1998	 Critico e filologo, docente di Lingua e letteratura italiana all'Università Cattolica del sacro Cuore.	 Persona fisica
37. Alberto Olivero	 1952-1996	 Musicologo, collaboratore dell'Ars Nova musicale italiana del Trecento di Certaldo.	 Persona fisica
38. Alberto Savinio	 1891-1952	 Scrittore, critico, musicista, pittore, scenografo.	 Persona fisica
39. Alberto Torcini	 sec. XX	 Allievo del prof. Armando Sapori.	 Persona fisica
40. Aldo Cairola	 ?-1984	 Insegnante delle scuole medie inferiori, noto studioso della storia e dell'arte senese.	 Persona fisica
41. Aldo Petri	 1918-1983	 Bibliofilo, studioso della storia, dell'arte e dell'architettura della città di Prato.	 Persona fisica
42. Alessandro Bonsanti	 1904-1984	 Narratore e saggista, fondò 'Letteratura' e 'Il Mondo'. Dal 1941 al 1979 fu direttore del Gabinetto Vieusseux.	 Persona fisica
43. Alessandro Lazzerini	 1766-1836	 Monsignore nato a Roma, discendente da famiglia pratese, ricoprì incarichi di rilievo nell'ambito della Curia Romana.	 Persona fisica
44. Alessandro Rivani	 1746-1823(?)	 Avvocato fiorentino, socio dell'Accademia toscana di scienze e lettere "La Colombaria" con il nome di Sitibondo.	 Persona fisica
45. Alessandro Setti	 1901-1976	 Professore universitario di Letteratura greca e poi di Filologia classica.	 Persona fisica
46. Alfonso Leonetti	 1895-1984	 Giornalista e pubblicista, tra i fondatori nel gennaio del 1921 del PCd'I.	 Persona fisica
47. Alfredo Bennati	 ?-1939	 Giornalista e scrittore aretino.	 Persona fisica
48. Amelio Vannelli	 Sec. XX	 Monsignore, già parroco di Terranuova.	 Persona fisica
49. Andrea Gaggero	 1916-1988	 Sacerdote ridotto dal Sant'Uffizio allo stato laicale per la sua attività in seno al Comitato di Liberazione.	 Persona fisica
50. Angelo Tafi	 1921-2000	 Monsignore, docente di Esegesi biblica, lingua ebraica e lingua greco-biblica presso il Seminario Vescovile di Arezzo.	 Persona fisica
51. Angelo Valdarnini	 1847-1930	 Professore emerito della R. Università di Bologna, dove ricoprì la cattedra di filosofia dal 1887 al 1923,	 Persona fisica
52. Angelo Maria Bandini	 1726-1803	 Primo bibliotecario della Biblioteca Marucelliana.	 Persona fisica
53. Angiolo Procissi  ?-1980 (?)	 Matematico e storico.	 Persona fisica
54. Annibale Pastore	 1868-1956	 Professore di filosofia Teoretica dell'Università di Torino.	 Persona fisica
55. Antonio Salvagnoli Marchetti	 1810-1878	 Medico appartenente ad una delle più antiche famiglie empolesi, ricoprì importanti incarichi pubblici.	 Persona fisica
56. Antonio Torelli	 ?-1982	 Psichiatra dell'Ospedale fiorentino di San Salvi.	 Persona fisica
57. Antonio Venturi	 1905-1981	 Segretario del Liceo scientifico di Montecatini Terme, violinista dilettante, fu appassionato cultore e collezionista di musica.	 Persona fisica
58. Armando Meoni	 1894-1984	 Scrittore pratese.	 Persona fisica
59. Arrigo Levasti	 1886-1973	 Insegnante di filosofia, autore di testi e saggi relativi alla mistica e alla ascetica.	 Persona fisica
60. Attilio Magrini	 ?-1984	 Collezionista fiorentino specializzato in letteratura teatrale.	 Persona fisica
61. Atto Vannucci	 1810-1883	 Bibliofilo pratese, docente presso il Collegio Cicognini.	 Persona fisica
62. Augusto Franchetti	 1840-1905	 Avvocato, docente di Storia moderna al R. Istituto di Scienze Sociali "Cesare Alfieri" di Firenze, fu segretario della Società Dantesca Italiana.	 Persona fisica
63. Bino Sanminiatelli	 1896-1984	 Narratore, pubblicista e disegnatore.	 Persona fisica
64. Carlo Betocchi	 1899-1986	 Poeta. Collaborò alle riviste fiorentine 'Il frontespizio' e 'L'approdo letterario'.	 Persona fisica
65. Carlo Ciampolini	 1888-1986	 Studioso del diritto, professore di Economia Politica nell'Istituto Tecnico di Chieti e poi di Storia e Filosofia nel Liceo Classico «E. S. Piccolomini» e nel Liceo Scientifico #«G. Galilei» di Siena.	 Persona fisica
66. Carlo Orsucci	 Sec. XIX	 Appartenente ad una ricca e nobile famiglia di Lucca, fu Consigliere di Stato durante il Ducato di Carlo Lodovico.	 Persona fisica
67. Carlo Ridolfi	 1858-1918	 Fu presidente dell'Accademia dei Georgofili dal 1915 al 1918, senatore, e Soprintendente dell'Istituto di Studi superiori di Firenze dal 1900 al 1910.	 Persona fisica
68. Carlo Rovini	 1932-1988	 Scrittore, poeta, pubblicista e prosatore empolese.	 Persona fisica
69. Carlo Agostino Fabroni	 1651 -1727	 Segretario della Congregazione di Propaganda Fide. Cardinale sotto Clemente XI.	 Persona fisica
70. Carmen Campori	 1910-1965	 Direttrice di orchestra.	 Persona fisica
71. Celestino Bruschetti	 Sec. XX	 Membro dell'Accademia Etrusca di Cortona.	 Persona fisica
72. Claude Amédée Chambion	 1804-1886	 Medico di origine francese, personaggio di rilievo nella cultura francese dell'Ottocento.	 Persona fisica
73. Clemente Santi	 1795-1885	 Imprenditore agricolo di Montalcino dedito alle sperimentazioni di vinificazione, nonno materno di Ferruccio Biondi-Santi.	 Persona fisica
74. Corrado Masi	 1884-1967	 Pubblicista nato ad Empoli, ottenne importanti cariche all'interno della gerarchia ministeriale fascista.	 Persona fisica
75. Corrado Ricci	 1902-?	 Collezionista fiorentino.	 Persona fisica
76. Cosimo Serristori	 1644-1714	 Patrizio fiorentino, amante dello studio delle arti, devoto di S. Filippo Neri di cui in vecchiaia vestì l'abito talare.	 Persona fisica
77. Dino Pieraccioni	 1920-1989	 Intellettuale fiorentino, studioso di letteratura latina e greca.	 Persona fisica
78. Domenico Baranelli	 1895-?	 Pittore molisano.	 Persona fisica
79. Domenico Tordi	 1857-1933	 Collezionista e bibliofilo, dedito agli studi e alle ricerche storiche.	 Persona fisica
80. Edoardo Detti	 1913-1984	 Architetto e urbanista fiorentino.	 Persona fisica
81. Elena Guerra	 1835-1914	 Fondatrice nel 1872 dell'Ordine di Santa Zita, approvato dalla Santa Sede nel 1911 con il nome delle Oblate dello Spirito Santo.	 Persona fisica
82. Emilio Barbetti		 Critico teatrale.	 Persona fisica
83. Emilio Cecchi	 1884-1966	 Prosatore, critico letterario, critico d'arte, giornalista.	 Persona fisica
84. Enrico Crocini	 1839-1916	 Intellettuale senese, ricoprì numerose cariche pubbliche nella Siena di inizio '900. Fu anche Consigliere Comunale, Assessore e Sindaco.	 Persona fisica
85. Ernesto Ragionieri	 1926-1975	 Noto storico nato a Sesto Fiorentino.	 Persona fisica
86. Ettore Allodoli	 1882-1960	 Scrittore, critico letterario e biografo.	 Persona fisica
87. Ettore Zannellini	 1876-1934	 Medico di Piombino.	 Persona fisica
88. Ezio Bartalini	 1884-1962	 Insegnante di italiano, svolse durante la guerra un'intensa attività come pacifista e antimilitarista.	 Persona fisica
89. Ezio Franceschini	 1906-1983	 Noto studioso e docente di Letteratura latina medievale.	 Persona fisica
90. Federigo Melis	 1914-1973	 Storico dell'Economia.	 Persona fisica
91. Ferdinando Orlandi	 ?-1860?	 Religioso di Terranuova, socio ordinario dell'Accademia del Poggio di Montevarchi.	 Persona fisica
92. Ferruccio Biondi-Santi	 1849-?	 Imprenditore agricolo, nipote di Clemente Santi, fu il produttore del primo Brunello di Montalcino.	 Persona fisica
93. Ferruccio Ferrari	 1850-1930	 Musicista lucchese, compositore in particolare di musica sacra.	 Persona fisica
94. Francesco Boncinelli	 1837-1917	 Medico, Capo dell'Ufficio di igiene e poi Ufficiale sanitario del Comune di Firenze, bibliofilo e collezionista.	 Persona fisica
95. Francesco Gasparini	 1661-1727	 Musicista e autore di melodrammi, di cantate e di musica sacra.	 Persona fisica
96. Francesco Rodolico	 1905-?	 Professore universitario di mineralogia e di geologia.	 Persona fisica
97. Francesco Vallesi	 ?-1887	 Primo sindaco della città di Castelfiorentino dopo l'Unità d'Italia, ricoprì alcune fra le più importanti cariche pubbliche cittadine.	 Persona fisica
98. Franco Maria Ricci	 vivente	 Editore ed artista grafico.	 Persona fisica
99. Giacomo Devoto	 1897-1974	 Glottologo e storico della lingua.	 Persona fisica
100. Giancarlo Ruggini	 1920-1973	 Sacerdote, laureato in Teologia, insegnante di religione, fondò a San Miniato l'Istituto del dramma popolare.	 Persona fisica
101. Giangastone Bolla	 1882-1971	 Fondatore dell'IDAIC (Istituto di Diritto Agrario Internazionale e Comparato).	 Persona fisica
102. Gilberto Brunacci	 Sec. XX	 Membro dell'Accademia Etrusca di Cortona.	 Persona fisica
103. Gilberto Tesei Manganotti			 Persona fisica
104. Giovan Battista Castiglioni	 Sec. XX	 Membro dell'Accademia Etrusca di Cortona.	 Persona fisica
105. Giovan Battista Giuliani	 1818-1884	 Docente di Filosofia morale e poi di Eloquenza Sacra all'Università di Genova, fu un appassionato studioso e critico di Dante.	 Persona fisica
106. Giovanni Eroli	 1813-1904	 Marchese, erudito e verseggiatore, si dedicò, dopo aver intrapreso la carriera ecclesiastica, allo studio della storia e delle scienze naturali.	 Persona fisica
107. Giovanni Fabbroni	 1752-1822	 Socio dell'Accademia dei Georgofili e direttore della Zecca, studioso di scienze naturali, di chimica, di agronomia e di economia politica.	 Persona fisica
108. Giovanni Giovannini	 1920-vivente	 Giornalista e inviato speciale, attualmente consigliere di amministrazione de "La Stampa".	 Persona fisica
109. Giovanni Marchetti	 1753-1829	 Sacerdote, investito di numerose cariche ecclesiastiche tra cui quella di arcivescovo d'Ancira, autore di opere teologiche.	 Persona fisica
110. Giovanni Parenti	 1875-1942	 Ufficiale sanitario, si occupò di opere di pubblica sanità.	 Persona fisica
111. Giulio Bucciolini	 1887-1974	 Commediografo, scrittore, giornalista	 Persona fisica
112. Giuseppe Alpigini	 1918-1998	 Intellettuale impegnato nell'associazionismo cattolico e nella crescita culturale della propria comunità natale, Borgo San Lorenzo.	 Persona fisica
113. Giuseppe Bettalli		 Critico letterario e insegnante al Liceo classico Piccolomini di Siena.	 Persona fisica
114. Giuseppe De Robertis	 1888 -1963	 Critico letterario	 Persona fisica
115. Giuseppe Ghizzi	 1824-1893	 Notaio, si dedicò alla raccolta sistematica di manoscritti, stampe e documenti relativi alla storia di Castiglion Fiorentino e del territorio aretino.	 Persona fisica
116. Giuseppe Poggi	 1811-1901	 Architetto ed urbanista fiorentino.	 Persona fisica
117. Giuseppe Tassinari	 1802-1884	 Patrizio fiorentino, studioso di letteratura e fine bibliofilo.	 Persona fisica
118. Giuseppe Vandelli	 1865-1937	 Illustre critico e filologo dantesco.	 Persona fisica
119. Giuseppe Vannucci-Zauli	 ?-1990?	 Avvocato appartenente ad una nota famiglia della borghesia empolese.	 Persona fisica
120. Giuseppe Zamboni	 1903-1986	 Germanista	 Persona fisica
121. Giuseppina Fumagalli	 1884-1966	 Intellettuale, animatrice della vita culturale milanese degli anni Quaranta e Cinquanta, fu studiosa di Leonardo da Vinci.	 Persona fisica
122. Gregorio Fineschi	 Sec. XIX	 Prefetto Granducale dal 1849 al 1859.	 Persona fisica
123. Guglielmo Nencini	 1896-1982	 Esponente del PCI fin dal 1921, ricoprì incarichi di rilievo nell'ambito dell'amministrazione pubblica di Certaldo.	 Persona fisica
124. Guido Manacorda	 1879-1965	 Germanista e filologo, fu direttore della biblioteca universitaria di Catania e poi di quella Pisa.	 Persona fisica
125. Gustavo Minella	 Sec. XX	 Membro dell'Accademia Etrusca di Cortona.	 Persona fisica
126. Gustavo Uzielli	 1839-1911	 Professore di mineralogia e geologia all'Università di Modena e poi di Parma, contribuì alla fondazione di varie associazioni scientifiche ed economiche tra cui l'Officina Galileo di Firenze.	 Persona fisica
127. Iacopo Rossi	 1635-1715	 Tra i primi Rettori del Seminario Arcivescovile di Lucca.	 Persona fisica
128. Irio Fanciulli			 Persona fisica
129. Lando Landucci	 1855-1937	 Giurista, Preside della Facoltà di Giurisprudenza dell'Università di Padova, consigliere provinciale ad Arezzo e senatore del Regno.	 Persona fisica
130. Lorenzo Minio-Paluello	 1907-1986	 Studioso di filosofia classica e della sua tradizione medievale.	 Persona fisica
131. Luca Baranelli	 sec. XX	 Luca Baranelli, consulente editoriale della casa editrice Einaudi a partire dagli anni '60 fino al 1982, anno in cui passò alla casa editrice Loescher.	 Persona fisica
132. Luigi Bardotti	 1884-1966	 Cartolibrario di Certaldo, ideatore e animatore tra il 1930-1960 di una biblioteca popolare.	 Persona fisica
133. Luigi Dallapiccola	 1904-1995	 Compositore	 Persona fisica
134. Luigi Magnani	 1917-1997	 Impiegato alle acciaierie di Piombino.	 Persona fisica
135. Marcella Ravà	 ?-1981	 Bibliotecaria presso la Biblioteca nazionale centrale di Roma, nota studiosa di Ernesto Buonaiuti.	 Persona fisica
136. Marcello Tarchi	 1913-1999	 Provveditore agli studi, antifascista. Autore di studi in campo letterario ed artistico, traduttore.	 Persona fisica
137. Maria Bianca Larderel-Viviani della Robbia	 1884-1971	 Scrittrice e organizzatrice culturale fiorentina	 Persona fisica
138. Mario Gigliucci	 1847-1937	 Ingegnere, volontario garibaldino, fu in contatto a Firenze con intellettuali italiani e inglesi.	 Persona fisica
139. Mario Gozzini	 1920-1999	 Senatore, giornalista, esponente di spicco della cultura del dialogo tra sinistra e mondo cattolico.	 Persona fisica
140. Mauro Innocenti	 1923-1981	 Critico d'arte e giornalista della RAI.	 Persona fisica
141. Max J. Friedlaender	 1867-1958	 Storico dell'arte.	 Persona fisica
142. Michele Rosi	 1864-1934	 Studioso e docente di Storia del Risorgimento presso l'Università di Roma.	 Persona fisica
143. Miguel Antonio Pelaez	 1911-1984	 Avvocato argentino e uomo politico di rilievo.	 Persona fisica
144. Nadìa Cantini	 1925-2000	 Insegnante elementare di Empoli, figlia di Alfredo Cantini, direttore della Filodrammatica Tommaso Salvini.	 Persona fisica
145. Nicola Lisi	 1893-1975	 Narratore, traduttore e autore drammatico fiorentino.	 Persona fisica
146. Orazio Maccari	 Sec. XVIII	 Primo bibliotecario della Biblioteca del Comune e dell'Accademia Etrusca di Cortona.	 Persona fisica
147. Oreste Macrì	 1913-1998	 Filologo, ispanista, linguista	 Persona fisica
148. Palmieri Lodovico Pandolfini	 1687-1757	 Socio emerito dell'Accademia toscana di scienze e lettere "La Colombaria", con il nome "l'Abbeverato".	 Persona fisica
149. Pier Ludovico Occhini	 1874-1941	 Uomo politico, sindaco di Arezzo nel 1909, podestà dal 1930 al 1932, rettore della Fraternita dei Laici (1907-1909), Senatore del Regno.	 Persona fisica
150. Pier Maria Rosso di San Secondo	 1889-1956	 Letterato siciliano.	 Persona fisica
151. Raffaele Ciampini	 1895-1976	 Storico, nato a Pistoia, e professore di Storia moderna presso la Facoltà di Scienze politiche dell'Università di Firenze.	 Persona fisica
152. Raffaello Morghen	 1896-1983	 Medievista e studioso di politica ecclesiastica, fu presidente dell'Istituto storico italiano per il Medioevo.	 Persona fisica
153. Remo Scappini	 1908-1994	 Esponente del PCI fin dai suoi esordi, comandante nella Resistenza genovese, nel dopoguerra occupò incarichi politici di rilievo.	 Persona fisica
154. Renato Birolli	 1905-?	 Pittore, incisore, critico d'arte.	 Persona fisica
155. Renzo De Felice	 1929-1996	 Noto studioso del fascismo e della storia italiana del XX secolo.	 Persona fisica
156. Riccardo Marchi	 1897-1992	 Pubblicista, cronista e critico cinematografico del "Telegrafo" e poi del "Tirreno".	 Persona fisica
157. Robert Davidsohn	 1853-1937	 Storico nato a Danzica, in contatto con il mondo intellettuale fiorentino ed europeo in generale.	 Persona fisica
158. Roberto Giovannini	 1918-1995	 Parlamentare e sindaco di Prato dal 1948 al 1965.	 Persona fisica
159. Roberto Ridolfi	 1899-1991	 Scrittore e bibliofilo raffinato, si segnalò come studioso per l'attenzione agli aspetti eruditi, paleografici e bibliologici e per la passione per i libri rari e di pregio.	 Persona fisica
160. Romano Giachetti	 1930-1999	 Giornalista, corrispondente dagli Stati Uniti per "La Repubblica", "Epoca" e "L'Espresso".	 Persona fisica
161. Romualdo Cardarelli	 1886-1962	 Studioso della storia della Signoria e dello Stato di Piombino della Storia dell'isola d'Elba e della Corsica.	 Persona fisica
162. Ruggero Bazzani	 1907-1986	 Generale, colonnello di cavalleria e appassionato bibliofilo.	 Persona fisica
163. Sibilla Symeonides	 1913-1975	 Storica dell'arte, nota per gli studi sul pittore senese Taddeo di Bartolo	 Persona fisica
164. Sigismondo Puccini	 1573-1645	 Canonico, insegnante di musica presso il Seminario Arcivescovile di Lucca.	 Persona fisica
165. Sofia Serristori	 Sec. XX	 Contessa fiorentina.	 Persona fisica
166. Teodoro Haupt	 1807-?	 Ingegnere già consultore minerario del Granduca di Toscana.	 Persona fisica
167. Tommaso Gelli	 ?-1917	 Avvocato, numismatico	 Persona fisica
168. Tullio Santi	 1799-1874	 Primo sindaco del comune di Montalcino, fratello di Clemente.	 Persona fisica
169. Ugo Ojetti	 1871-1946	 Scrittore, critico letterario, giornalista	 Persona fisica
170. Valdo Zilli	 ?-?	 Docente di storia della Russia presso l'Istituto Orientale di Napoli.	 Persona fisica
171. Valerio Mannucci	 1932-1995	 Sacerdote, laureato in Teologia, fu professore di Sacra Scrittura nello Studio teologico fiorentino.	 Persona fisica
172. Vasco Nencioni	 1921-1987	 Ordinato sacerdote nel 1944, insegnante di religione, dal 1983 svolse l'incarico di Direttore dell'Ufficio di Pastorale scolastica presso la Curia di Firenze.	 Persona fisica
173. Virginia Fielden			 Persona fisica
174. Vito Pandolfi	 1917-1974	 Critico e regista teatrale, direttore del Teatro stabile di Roma e dal 1964 docente di Storia del teatro all'Università di Genova.	 Persona fisica
175. Vittorio Fabiani	 1875-1951	 Docente di lettere, saggista e poeta	 Persona fisica
176. Fondo librario William John Scovil	 sec. XX		 Persona fisica